# Лозьник
Лозьник (пол. Łoźnik, нім. Lotterfeld) — село в Польщі, у гміні Пененжно Браневського повіту Вармінсько-Мазурського воєводства.
Населення — 223 особи (2011).
У 1975-1998 роках село належало до Ельблонзького воєводства.

## Демографія
Демографічна структура станом на 31 березня 2011 року:
|          | Загалом | Допрацездатний вік | Працездатний вік | Постпрацездатний вік |
| -------- | ------- | ------------------ | ---------------- | -------------------- |
| Чоловіки | 107     | 16                 | 79               | 12                   |
| Жінки    | 116     | 30                 | 70               | 16                   |
| Разом    | 223     | 46                 | 149              | 28                   |